# Keimoes
Keimoes is een stadje gelegen in de gemeente !Kai! Garib in de Zuid-Afrikaanse provincie Noord-Kaap. Het ligt op 45 km ten zuidwesten van Upington en 40 km ten oosten van Kakamas aan de noordelijke oever van de Oranjerivier in de buurt van de kruising van de nationale weg N14 en regionale weg N27. In de streek worden met behulp van besproeiing sultana's, druiven, luzerne, tarwe en vruchten verbouwd. De perziken van Keimoes zijn ook gewild door inmaakfabrieken.
De meerderheid van de inwoners heeft als moedertaal Afrikaans.

## Geschiedenis
Het stadje werd in 1870 gesticht door Klaas Lucas, de aanvoerder van het Korana-volk (een onderdeel van de Khoikhoi). In 1887 werd de eerste school gebouwd en in 1889 de eerste kerk. In 1949 werd Keimoes erkend als gemeente. Als gevolg van zijn ligging direct langs de rivier zijn er geregeld overstromingen, zoals in de jaren 1925, 1934, 1974 en 1988. De naam van het stadje heeft een Nama-oorsprong en betekent "groot oog", b.v. bron of fontein.

## Subplaatsen
Het nationaal instituut voor de statistiek, Stats SA, deelt sinds de census 2011 deze hoofdplaats in in 8 zogenaamde subplaatsen (sub place), waarvan de grootste zijn:
Gardina Ext 6, Lennetsville en Wahlsig.

## Bezienswaardigheden
- Boom van de prediker
- Bakkiespomp
- Tierberg Natuurreservaat